# جان أوغست مارغريت
جان أوغست مارغريت (بالفرنسية: Jean Auguste Margueritte)‏ ‏(15 يناير 1823 - 6 سبتمبر 1870) هو جنرال عسكري فرنسي. وهو والد كل من الكاتبين بول مارغريت وفيكتور مارغريت.

## مسيرته
خدم الجنرال مارغريت في الجزائر، وشارك في معركة سيدان كقائد لسلاح الفرسان، وأصيب فيها اصابات قاتلة. توفي مارغريت في بلجيكا. نشر ابنه بول كتاباً دون فيه سيرة والده الذاتية بعنوان Mon père سنة 1884.
تكريماً له التسمية العلمية لقط الرمال سميت باسمه Felis margarita.